# Wangen (Schwyz)
Wangen és un municipi del cantó de Schwyz, situat al districte de March.

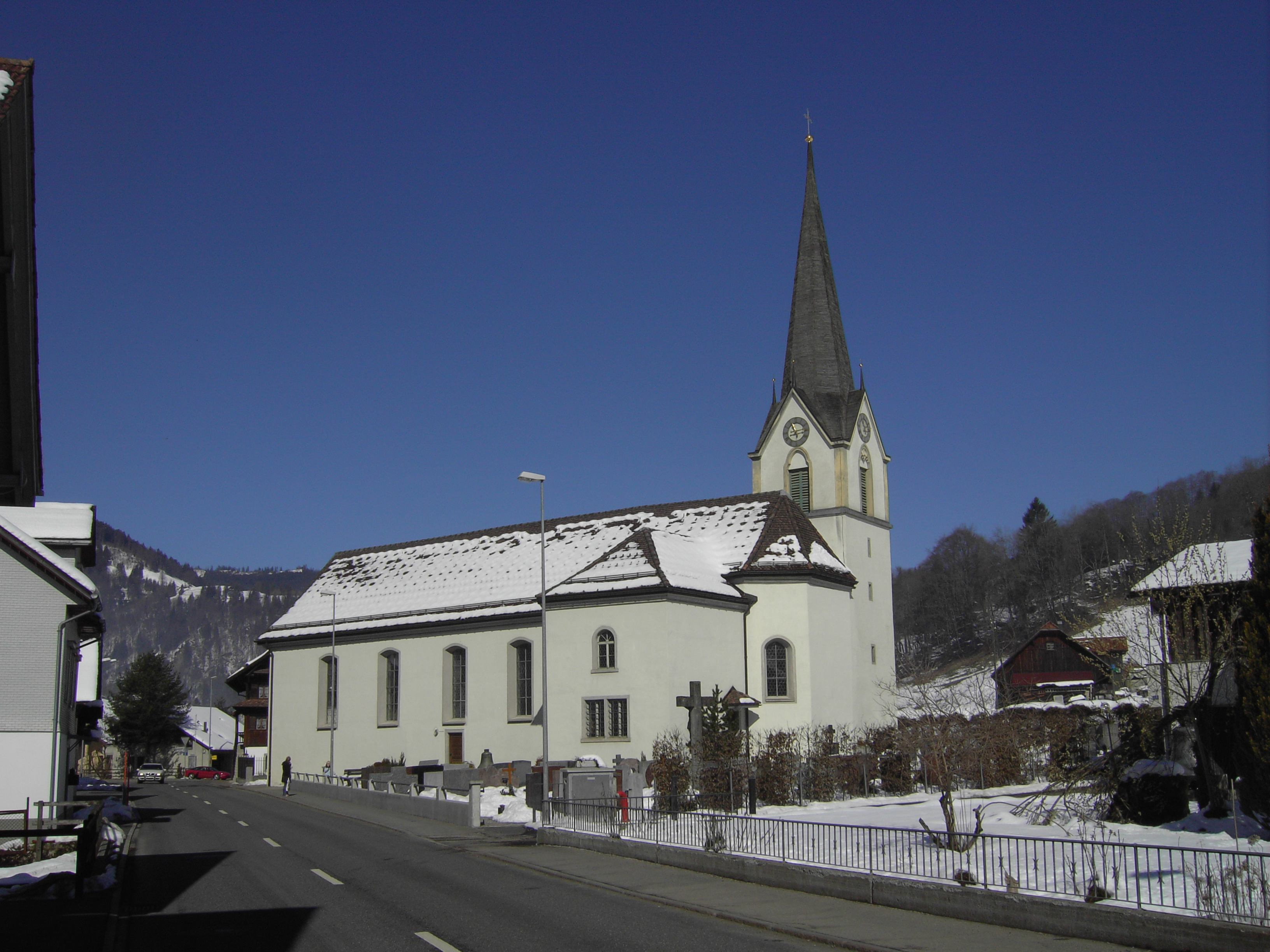
Església